# Partnerselskab
Et partnerselskab (forkortet P/S) er et erhvervsdrivende kommanditselskab, i hvilket kommanditisterne i selskabet har indskudt en bestemt kapital, som er fordelt på aktier.  Et andet navn for denne selskabsform er kommanditaktieselskab.
Partnerselskabet er reguleret under selskabsloven og skal derfor have bestyrelse, direktion og offentliggøre revideret årsrapport. Vedtægterne skal indeholde nærmere regler om retsforholdet mellem aktionærerne og de fuldt ansvarlige deltagere. 
På samme måde som i andre kommanditselskaber beskattes selskabets resultat hos de enkelte ejere. Der har i Danmark udviklet sig en fast praksis om, at komplementaren i et kommanditselskab kan være et anpartsselskab, ofte også uden ejerandel. Anparterne i komplementaren og samtlige partneraktier i partnerselskabet kan være ejet af samme fysiske person. Herved er etableret et enmandsejet partnerselskab. Ejeren har herved begrænset sin hæftelse til betalingen for aktierne (+ eventuelle kautioner og lign.), men beskattes fortsat personligt af over- eller underskud, der skattemæssigt også omfatter den gage der er aftalt for arbejdsindsats. 
Personlig beskatning med anvendelse af virksomhedsordningen kan være en betydelig fordel, da opsparing i virksomheden a conto beskattes med selskabsskatteprocenten, medens underskud kan fradrages i andre indkomster, herunder ægtefællens.